# Schloss Schlause

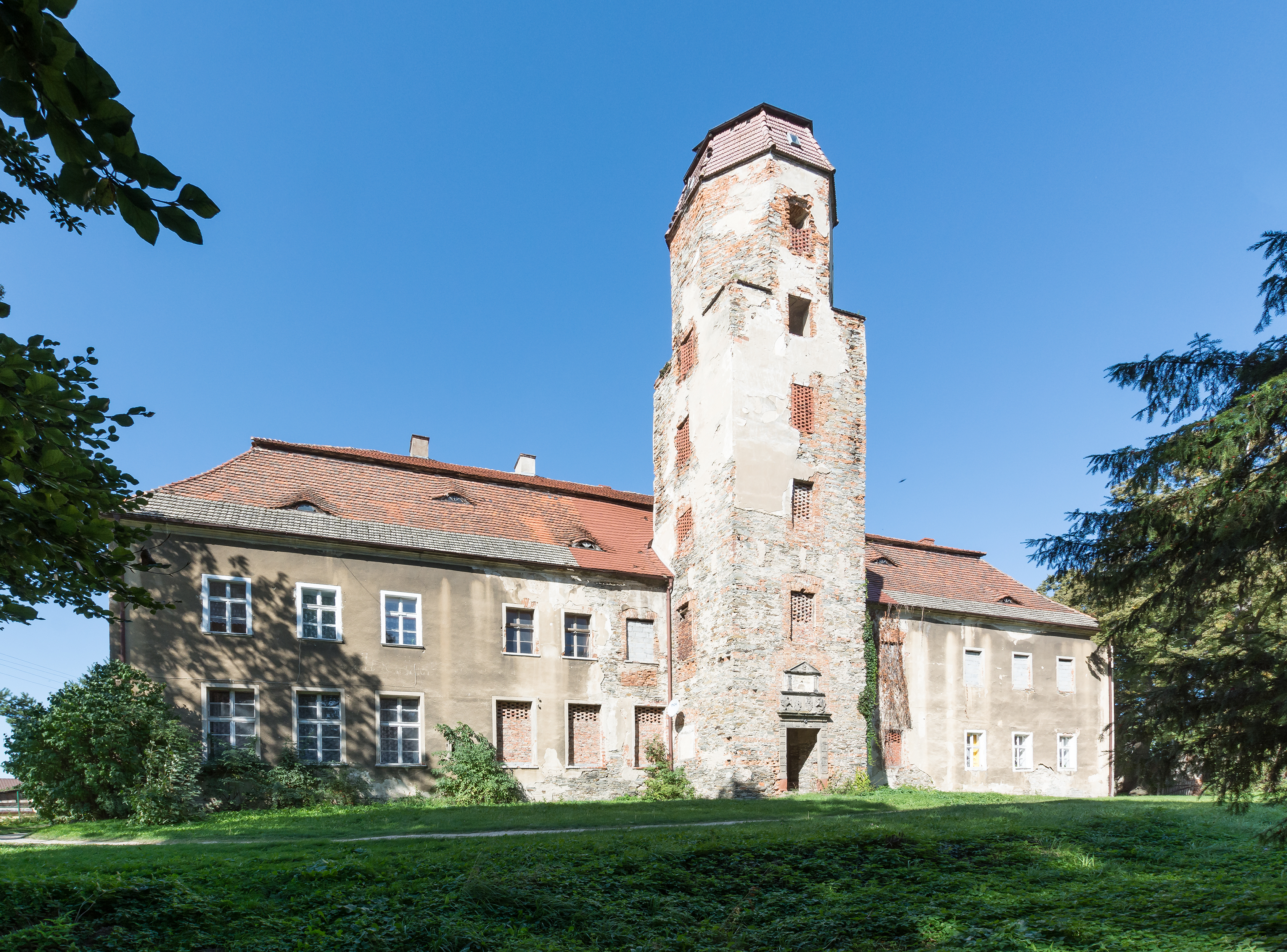
Schloss Schlause

Schloss Schlause (polnisch Dwór w Służejowie) ist ein ruinöses Schloss in Służejów, Powiat Ząbkowicki (Kreis Frankenstein), Woiwodschaft Niederschlesien.
Für 1290 ist ein Rittersitz in Schlause belegt. Dieses wurde um 1600 im Auftrag von Hans von Czirn zu einem Renaissanceschloss ausgebaut. In den Jahren 1801 und 1831 wurde das Schloss umgebaut. Im Jahr 1935 wurde ein neuer Flügel hinzugefügt.